# لاغرخان میره خونه
لاغرخان میره خونه (انگلیسی: The Thin Man Goes Home) فیلمی در ژانر کمدی به کارگردانی ریچارد تورپ است که در سال ۱۹۴۵ منتشر شد.

## بازیگران
- ویلیام پاول
- میرنا لوی
- لوسیل واتسون
- گلوریا دهیون
- ان رویر
- هری دونپورت
- لیون امس
- دونالد میک
- ادوارد بروفی
- لوید کوریگان
- هلن وینسن
- جین آکر
- جوزف کرئان
- پال لنگتون
- دونالد مک‌براید
- مینور واتسون
- اروینگ بیکن
- لوسیل براون
- میچل لوئیس
- کانی گیلکریست
- چارلز هالتون
- جو یول
- رابرت اِمِـت اوکانر
- فرد آلدریچ